# مريم ألمازي
مريم ألمازي (بالهولندية: Meyrem Almaci) هي سياسية بلجيكية من أصل تركي ولدت في يوم 25 فبراير 1976 في مدينة سينت نيكلاس في بلجيكا. نالت شهادة العلوم الثقافية من جامعة خنت. أنتخبت كعضوة في مجلس النواب البلجيكي في سنة 2007 وفي سنة 2014 أصبحت زعيمة حزب غرون البلجيكي. تملك جنسية بلدها الاصل تركيا بالإضافة للجنسية البلجيكية، وهي متزوجة ولها طفلين.